# Lopidium
Lopidium là một chi rêu trong họ Hookeriaceae.